# Мирбель, Лизинска де
Лизинска Эме Зоэ де Мирбель (фр. Lizinska Aimée Zoé de Mirbel, урождённая Рю (фр. Rue); 1796—1849) — французская художница-миниатюрист.

## Биография
Родилась 26 июля 1796 года в Шербуре в семье Жиля-Мари-Жоржа Рю (Gilles-Marie-Georges Rue), управляющего-контролёра в военно-морском флоте и его жены Элали-Зоэ Байи де Монтион (Eulalie-Zoé Bailly de Monthion), которая была сестрой генерала Франсуа Байи де Монтиона, внесшего значительный вклад в воспитание девочки, поскольку её отец был беден и серьёзно и часто болел.
Раннее детство девочка провела в Шербуре, затем переехала в голландский город Сас-ван-Гент, где служил отец. Около 1806 года, после того как её отец был уволен из военно-морского флота, Лизинска переехала в Париж, где жила со своим дядей-генералом. Отец страдал от болезни мозга и закончил свою жизнь в больнице; образованием девочки занимался её дядя.

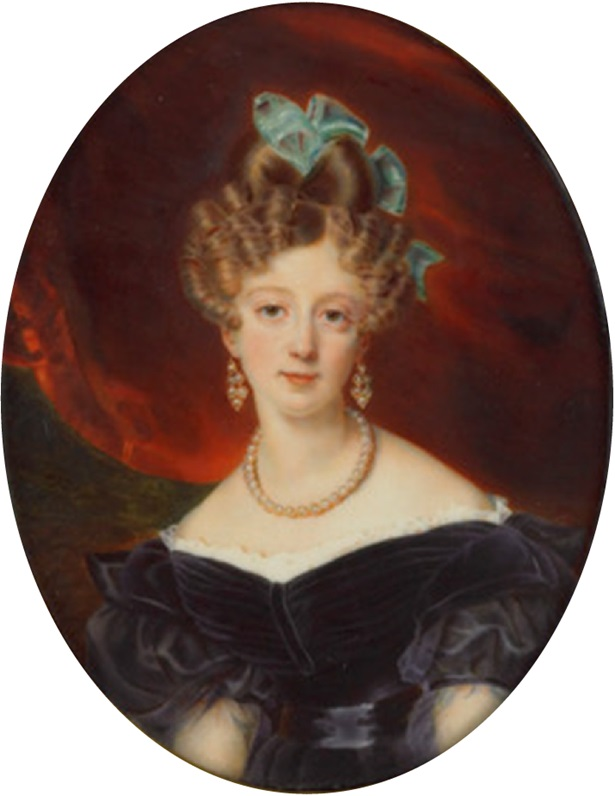
Портрет Каролины, герцогини Беррийской

Миниатюрной живописи обучалась у Жака Огюстена. Решила специализироваться на миниатюрах, которые были менее трудоёмки, чем большие картины маслом. Огюстен научил её техническим навыкам миниатюрной живописи, а затем по совету друга семьи М. Беллока она покинула студию учителя, чтобы продолжить овладение мастерством, копируя мастеров. Её первым коммерческим достижением стала миниатюра племянницы, носившей фамилию Руссо, затем одного из мэров Парижа и пэра Франции. Впоследствии она написала миниатюрные портреты многих известных людей Франции, включая августейших особ. Лизинска была одной из любовниц Людовика XVIII, овдовевшего в 1810 году. Он же познакомил её с учёным и политиком Шарлем-Франсуа Мирбелем, за которого она вышла замуж 18 мая 1824 года. К тому времени он уже 13 лет был вдовцом. Правительство предоставило им небольшую квартиру на третьем этаже дома рядом с площадью Каррузель.
С этого момента, благодаря милости короля, художница стала очень востребованной миниатюристкой. Она была удостоена ряда наград, включая медаль первого класса на Парижском салоне 1827 года. Её работы завоёвывали награды на последующих выставках, за исключением выставок 1836, 1838 и 1843 годов. В числе учеников Лизинска де Мирбель были Сидони Бертон и Pierre Paul Emmanuel de Pommayrac.
Она умерла от эпидемии холеры 31 августа 1849 года в Париже.